# دفنی (آلاباما)
دفنی (به انگلیسی: Daphne) شهری در شهرستان بالدوین ایالت آلاباما است که مساحت آن ۴۵٫۲۵ کیلومتر مربع است و در سرشماری سال ۲۰۱۰ میلادی، ۲۱٬۵۷۰ نفر جمعیت داشته و تراکم جمعیتی آن، ۴۷۶٫۶۹ نفر در هر کیلومتر مربع بوده است.